# Supercopa da China
A Supercopa da China (português brasileiro) ou Supertaça da China (português europeu) (em chinês: 中国足协超级杯; em inglês: Chinese FA Super Cup) é um torneio de uma só partida disputada anualmente entre o campeão da Campeonato Chinês e o campeão da Copa da China de Futebol.

## Vencedores
| Ano                                                                                    | Campeão do Campeonato Chinês | Resultado              | Campeão da Copa da China de Futebol | Local                                    |
| -------------------------------------------------------------------------------------- | ---------------------------- | ---------------------- | ----------------------------------- | ---------------------------------------- |
| Chinese FA Super Cup                                                                   |                              |                        |                                     |                                          |
| 1995                                                                                   | Shanghai Shenhua             | 1–0                    | Shandong Luneng                     | Estádio Hongkou, Xangai                  |
| 1996                                                                                   | Dalian Shide                 | 3–2                    | Beijing Guoan                       | Estádio Shenzhen, Shenzhen               |
| 1997                                                                                   | Dalian Shide                 | 1–2 Pro. (Gol de ouro) | Beijing Guoan                       | Estádio Wenzhou, Wenzhou                 |
| 1998                                                                                   | Dalian Shide                 | 0–3                    | Shanghai Shenhua                    | Estádio Mianyang Nanhe, Mianyang         |
| 1999                                                                                   | Shandong Luneng              | 2–4                    | Liaoning FC                         | Estádio Hongkou, Xangai                  |
| 2000                                                                                   | Dalian Shide                 | 4–1                    | Chongqing Lifan                     | Estádio Hongkou, Xangai                  |
| 2001                                                                                   | Dalian Shide                 | 1–3 (1–1 / 0–2)        | Shanghai Shenhua                    | Estádio Dalian, Dalian                   |
| 2002                                                                                   | Dalian Shide                 | 1–0                    | Qingdao Jonoon                      | Wuhan Stadium, Wuhan                     |
| 2003                                                                                   | Shanghai Shenhua             | 3–4                    | Beijing Guoan                       | Estádio Olympic Park, Wuhu               |
| 2004–2011                                                                              | Não disputado                | Não disputado          | Não disputado                       | Não disputado                            |
| 2012                                                                                   | Guangzhou Evergrande         | 2–1                    | Tianjin Teda                        | Estádio Guangzhou Higher, Guangzhou      |
| 2013                                                                                   | Guangzhou Evergrande         | 1–2                    | Jiangsu Suning                      | Tianhe Stadium, Guangzhou                |
| 2014                                                                                   | Guangzhou Evergrande         | 0–1                    | Beijing Renhe                       | Estádio Guiyang, Guiyang                 |
| 2015                                                                                   | Guangzhou Evergrande         | 0–0 (3–5)              | Shandong Luneng                     | Estádio Yellow Dragon, Hangzhou          |
| 2016                                                                                   | Guangzhou Evergrande         | 2–0                    | Jiangsu Suning                      | Centro Esportivo do Chongqing, Chongqing |
| 2017                                                                                   | Guangzhou Evergrande         | 1–0                    | Jiangsu Suning                      | Centro Esportivo do Chongqing, Chongqing |
| 2018                                                                                   | Guangzhou Evergrande         | 4–1                    | Shanghai Shenhua                    | Estádio Hongkou, Xangai                  |
| 2019                                                                                   | Shanghai SIPG                | 2–0                    | Beijing Guoan                       | Estádio Suzhou, Suzhou                   |
| The 2020, 2021 and 2022 editions were cancelled due to the COVID-19 pandemic in China. |                              |                        |                                     |                                          |
| 2023                                                                                   | Wuhan Three Towns            | 2–0                    | Shandong Luneng                     | Yellow Dragon Sports Center,Hangzhou     |
| 2024                                                                                   | Shanghai SIPG                | 0–1                    | Shanghai Shenhua                    | Hongkou Football Stadium, Shanghai       |
| 2025                                                                                   | Shanghai SIPG                | 2–3                    | Shanghai Shenhua                    | Kunshan Olympic Sports Centre, Kunshan   |

### Títulos por clube
| Clube                | Títulos                         | Vices                |
| -------------------- | ------------------------------- | -------------------- |
| Shanghai Shenhua     | 5 (1995,1998, 2001, 2024, 2025) | 2 (2003,2018)        |
| Guangzhou Evergrande | 4 (2012, 2016, 2017, 2018)      | 3 (2013, 2014, 2015) |
| Dalian Shide         | 3 (1996, 2000, 2002)            | 3 (1997, 1998, 2001) |
| Beijing Guoan        | 2 (1997, 2003)                  | 2 (1996, 2019)       |
| Shandong Luneng      | 1 (2015)                        | 3 (1995, 1999, 2023) |
| Jiangsu Suning       | 1 (2013)                        | 2 (2016, 2017)       |
| Shanghai SIPG        | 1 (2019)                        | 2 (2024, 2025)       |
| Beijing Renhe        | 1 (2014)                        | —                    |
| Wuhan Three Towns    | 1 (2019)                        | —                    |
| Liaoning FC          | 1 (1999)                        | —                    |
| Chongqing Lifan      | —                               | 1 (2000)             |
| Qingdao Jonoon       | 0                               | 1 (2002)             |
| Tianjin Teda         | 0                               | 1 (2012)             |